# Saccobolus globuliferellus
Saccobolus globuliferellus är en svampart som beskrevs av Seaver 1928. Saccobolus globuliferellus ingår i släktet Saccobolus och familjen Ascobolaceae.  Arten är reproducerande i Sverige. Inga underarter finns listade i Catalogue of Life.